# مسج (فلم)

## قصة الفيلم
يحاول صالح صاحب الدخل المحدود السفر بعد اقتراضه مبلغًا من إحدى البنوك لكنه يفاجأ بمنعه من السفر وحكم بإلقاء القبض، ليدخل في صراع مع الجهات المعنية والبيروقراطية.

## البطولة
- عبدالعزيز النصار
- محمد الحملي
- محمد الحوساني
- طيف
- عبد الله الرميان
- محمد ملك
- عبد اللطيف المحيميد
- مشاري الفريح
- أسامة البلوشي
- يوسف حياتي
- عصام الكاظمي
- محمد عاشور
- حمد أشكناني
- أمير مطر
- جاسم النبهان
- عبد الله فريد
- فرحان السعدون
- فيصل بوغازي
- حصة النبهان
- خالد المظفر